# Immenstadt
Immenstadt im Allgäu là một đô thị ở Oberallgäu bang Bayern thuộc nước Đức.

## Twin cities
- Wellington, Somerset, Anh
- Lillebonne Pháp